# Funariaceae
Funariaceae, porodica pravih mahovina u redu Funariales. Ime je dobila po rodu Funaria. Broj rodova i vrsta različito se navodi. Opisana je 1830.

## Rodovi
1. !Afoninia Ignatova, Goffinet & Fedosov
2. Amphoritheca Hampe
3. Aphanorrhegma Sull.[2]
4. Brachymeniopsis Broth.
5. Bryobeckettia Fife
6. Clavitheca O. Werner, Ros & Goffinet
7. Cygnicollum Fife & Magill
8. Entosthodon Schwägr.[2]
9. Funaria Hedw.[2]
10. Funariella Sérgio
11. × Funariophyscomitrella F. Wettst.
12. Goniomitrium Hook. & Wilson
13. Koehlreutera Grindel
14. Loiseaubryum Bizot
15. Micropoma Lindb.
16. Nanomitriella E.B. Bartram
17. Physcomitrella Bruch & Schimp.[2]
18. Physcomitrellopsis Broth. & Wager
19. Physcomitridium G. Roth
20. !Physcomitriopsis D. Subram.
21. Physcomitrium (Brid.) Brid.[2]
22. Pyramidula Brid.[2]
23. Rehmanniella Müll. Hal.
24. Stanekia Opiz
25. Steppomitra Vondr. & Hadač